# Pleuronectiforme
Pleuronectiformes (calcani) este un ordin taxonomic care cuprinde pești osoși de mare cu corpul rombic, turtit lateral și asimetric, având ambii ochi pe partea dreaptă si solzi lungi, tari pe burtă și mai ales pe spate. Peștii din acest ordin trăiesc pe fundul mării. De acest ordin aparțin pești comestibili ca speciile Platichthys flesus (cambula), Scophthalmus maximus (calcanul mare), Hippoglossus hippoglossus (halibutul sau cambula uriașă), Pleuronectes platessa (cambula aurie), Pleuronectes limanda (limanda) și Solea lascaris (limba de mare).

## Mod de viață
Calcanii din acest ordin pot fi întâlniți aproape în toate mările din regiunile cu climă tropicală și cu climă temperată. Unele specii pot fi întâlnite și în mările din regiunile polare. Cele mai multe specii trăiesc în Oceanul Pacific pe fundul stâncos, nisipos sau cu pietriș al mărilor în apropiere de platoul continental la adâncimi între 100 și 200 m, sau adâncimi mai mari. Există și specii de calcani ca limba de mare, care trăiesc în apele dulci din America. Majoritatea calcanilor sunt carnivori, ei se hrănesc cu nevertebrate marine ce trăiesc pe fundul apei. Speciile mari sunt pești răpitori, ei se hrănesc cu pești. Calcanii sunt ovipari, ei ajung la maturitate sexuală între vârsta de 1 an și 15 ani. Larvele calcanilor se hrănesc cu plancton și icrele altor pești.

## Caractere morfologice
Calcanii au cu corpul rombic, turtit lateral și asimetric, având ambii ochi pe partea dreaptă și solzi lungi, tari pe burtă și pe spate. Partea dorsală este, de regulă, de o culoare de camuflaj asemănătoare substratului pe care trăiesc. Partea ventrală are o colorație mai deschisă, fiind mai puțin acoperită cu solzi tari. Dimensiunile lor variază între câțiva centimetri până la o lungime de peste 3 m. Numărul vertebrelor este între 27 și 70. Larvele peștilor au dimensiuni între 10 - 25 mm și au un aspect fuziform.